# Cultura de Yangshao

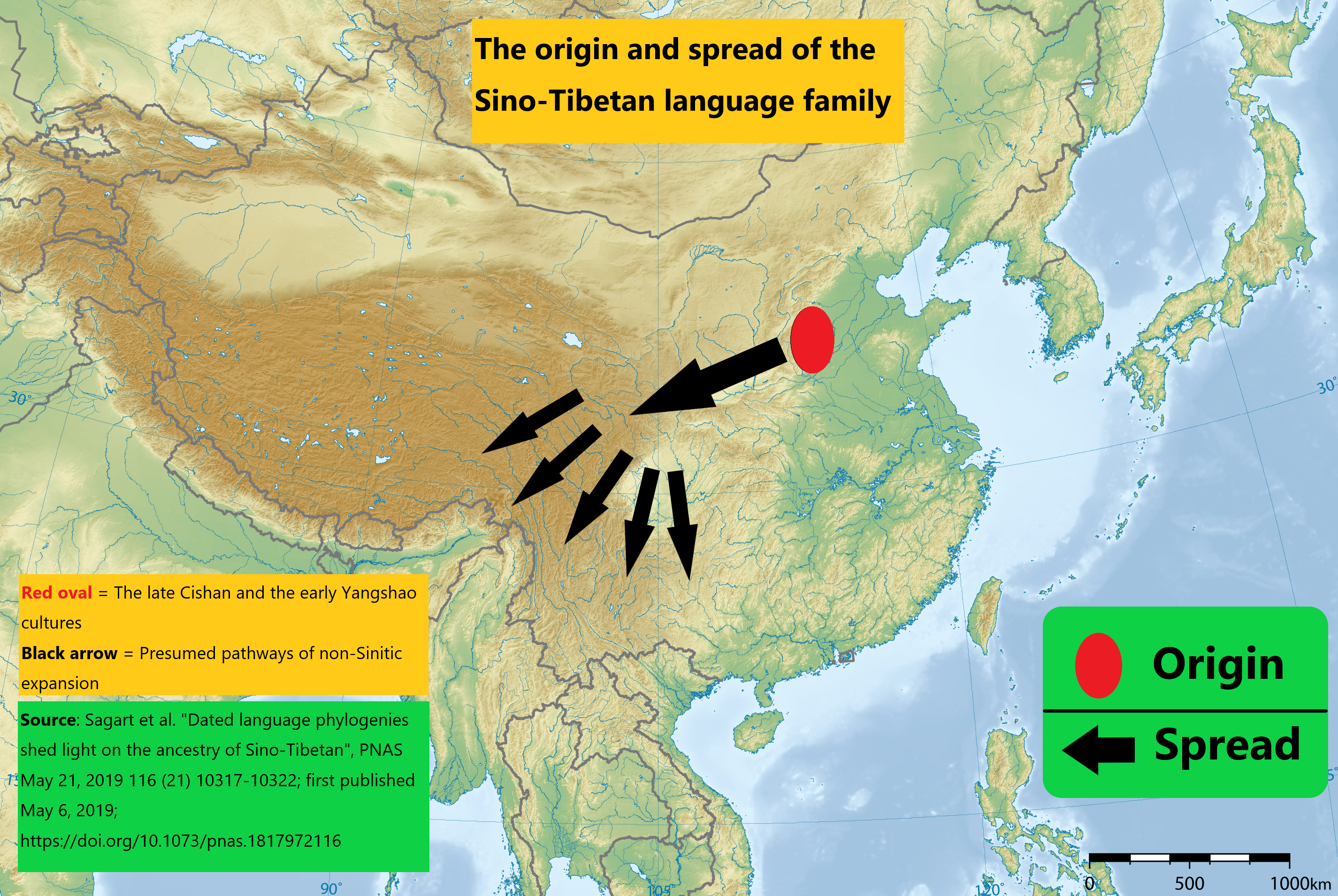
A origem e propagação da Línguas sino-tibetanas. Oval vermelho é o Cishan tardio e as primeiras culturas Yangshao. A seta preta são as vias presumidas de expansão não sinítica. Depois de aplicar o método comparativo linguístico ao banco de dados de dados linguísticos comparativos desenvolvido por Laurent Sagart em 2019 para identificar correspondências sonoras e estabelecer cognatos, métodos filogenéticos são usados para inferir relações entre essas línguas e estimar a idade de sua origem e pátria.

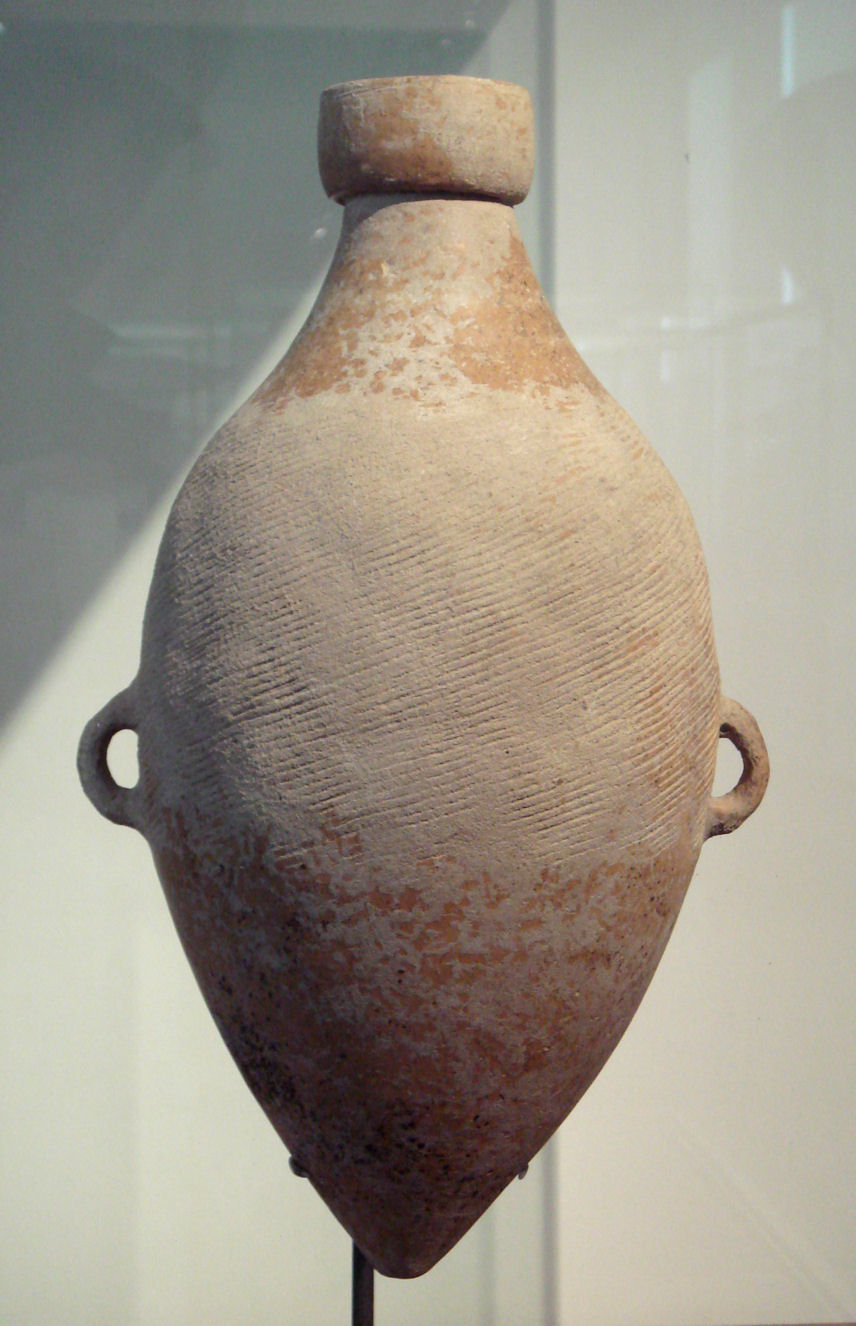
Ânfora cordial de Xianxim da fase Bampo (ca.)

A cultura Yangshao  (em chinês: 仰韶文化; romaniz.: Yǎngsháo wénhuà (pinyin)) foi uma cultura neolítica distribuída em uma grande área do Vale do Rio Amarelo no Norte da China, no período do IV milênio ao ano 3000 a.C.
O nome da cultura procede do primeiro sítio arqueológico representativo, descoberto em 1921 em Yangshao, uma povoação da província de Honã. A cultura floresceu nomeadamente nas províncias de Honã, Xianxim e Xanxim.
Essa cultura é representada por sociedades agrícolas baseadas principalmente no cultivo de painço Além disso, alguns povoados de Yangshao cultivavam trigo ou arroz,. Domesticaram animais como o cão e o porco, além de ovelhas, cabras e vacas, mas a maioria do consumo de carne provinha da caça e a pesca. Também praticavam um tipo primitivo de sericultura.
Os utensílios de pedra eram polidos e mostram uma grande especialização. A cultura é muito conhecida pela sua cerâmica pintada. Os artesãos criavam uma cerâmica pintada a branco, vermelho e preto, com desenhos de animais ou rostos humanos, ou desenhos geométricos. Ao contrário da posterior cultura de Longshan, a cultura de Yangshao não conhecia o torno de oleiro.
As escavações mostraram que as crianças eram enterradas em jarrões de cerâmica pintada.

## Estrutura social
Embora relatos iniciais sugerissem uma cultura matriarcal, outros argumentam que era uma sociedade em transição do matriarcado para o patriarcado, enquanto outros acreditam que tenha sido patriarcal. O debate se baseia em interpretações divergentes das práticas funerárias.

### Diferenciação social
A cultura Yangshao é classificada por alguns autores em três fases. A fase inicial é caracterizada por uma agricultura de subsistência principalmente de painço. Os sítios da fase inicial apresentam tamanho moderado e características de sociedade igualitária, com mínima diferenciação social observada através da organização dos sepultamentos. Ainda, os assentamentos da fase inicial eram caracterizados por grupos residenciais constituídos habitações pequenas e médias construídas em torno de uma por grande casa ou praça pública. Esse padrão é observado nos sítios de Banpo, Jiangzhai e Xipo. No sítio de Xipo observa-se uma mudança social a partir do desaparecimento do espaço público central e da construção de algumas residências grandes com diferentes orientações em locais centrais, indicando a construção de núcleos regionais baseados em hierarquia. Essas características correspondem às fases intermediária e tardia da cultura Yangshao. A estratificação social passa a ser também evidenciada na prática mortuária. Assim, as mudanças na organização espacial dos sítios da cultura Yangshao demonstram aumento de diferenciação social ao longo do tempo.

## Cultura material
Dentre os artefatos que constituem a cultura material de Yangshao, a ânfora de jiandiping é um dos ícones mais significativos e é encontrado em diversos sítios em contextos residenciais e mortuários. A ânfora de jiandiping possui uma abertura superficial pequena e uma base em formato cônico. São observadas diferenças entre as ânforas da fase inicial e das fases intermediária e tardia da cultura Yangshao. As ânforas do período inicial comumente apresentam alças e tamanhos menores. Já as ânforas das fases intermediárias em geral não possuem alças e apresentam um aumento de tamanho.
Há ainda outros tipos de cerâmica presentes em sítios da cultura Yangshao. No sítio de Xipo foram encontradas além de cerâmicas como jarras, caldeirões, bacias e fogões, vasos com tamanho particularmente grande e com decorações em vermelho.

### Fabricação de cerveja
Algumas características anatômicas da ânfora jiandiping, como a abertura restrita e o pescoço fino, indicam que elas poderiam ser utilizadas durante processos de fermentação alcoólica que requerem condições anaeróbicas. A partir da análise de resíduos presentes nas ânforas, conclui-se a sua utilização para a fabricação de bebida alcoólica baseada na fermentação de painço. Ainda, outros tipos de cerâmicas encontradas apresentam os mesmos resíduos e podem ter sido utilizados em conjunto com as ânforas. Entre eles há urnas com uma abertura grande, funis e fogões que podem ter sido utilizados para o esmagamento do cereal, transferência para as ânforas e para o aquecimento de água. O aumento de tamanho das ânforas observado ao longo do tempo sugere aumento da demanda por bebidas alcoólicas e podem ser associados a rituais comunitários.
A maioria das amostras de cerâmicas encontradas no sítio de Xipo também apresentam resíduos que indicam fermentação alcoólica. No entanto, os resíduos indicam fermentação baseada em arroz e Monascus constituintes da cerveja vermelha. A presença desses resíduos em caldeirões sugere que a cerveja vermelha era esquentada para consumo. A prática de esquentar bebida produz vapor e é associada com a atração de espíritos ancestrais durante rituais morturários. O arroz corresponde a uma pequena parcela dos resíduos de plantas encontrados em sítios da cultura Yangshao, indicando que o seu uso era, primariamente, para a fabricação de bebidas alcoólicas. Ainda, as decorações vermelhas dos vasos podem refletir diretamente o conteúdo e, juntamente com seu grande porte, sugerem que os vasos poderiam ser exibidos durante eventos públicos em que grande quantidade de pessoas consumiam a cerveja vermelha.Ainda, a cor vermelha é comumente presente em contextos mortuários da China pré-história e pode ter implicações simbólicas de poder e vitalidade. Em Xipo, algumas paredes das residências foram pintadas com pigmentos vermelhos feitos de cinábrio ou hematita e no cemitério de Yuanjunmiao há tumbas forradas de argila vermelha queimada.

### Rituais mortuários
Uma característica presente em sítios da cultura Yangshao é o enterro de objetos junto com os indivíduos como cerâmicas e utensílios de ossos. A partir da análise dos objetos de sepultamento, da organização espacial, do tamanho das tumbas/túmulos e da quantidade de indivíduos enterrados é possível deduzir a estrutura social. O cemitério de Yuanjunmiao da fase Bampo da cultura Yangshao demonstra uma organização matriarcal, por exemplo. Isso é observado pela inexistência de tumbas coletivas com homens e crianças, apenas tumbas coletivas com mulheres e crianças. Além disso, tumbas coletivas que contém restos de ambos os sexos não apresentam individualidade tanto em sua estrutura quanto em relação a objetos de sepultamento. Poucas tumbas que continham homens apresentavam objetos de sepultamento. Já as tumbas tanto individuais quanto coletivas de mulheres e meninas apresentam maior quantidade de objetos de cerâmica. Isso indica que a posição das mulheres e meninas eram geralmente maiores que as dos homens e meninos. Assim, o sistema funerário de Yuanjunmiao reflete organização familiar matriarcal, surgimento de propriedade privada e de herança de mãe para filha.
O cemitério o sítio de Xipo, por sua vez, exibe algumas diferenças relacionadas a uma maior hierarquização da sociedade e a fase tardia da cultura de Yangshao. As tumbas encontradas são, em sua maioria, individuais e diferem em tamanho, na quantidade de bens de sepultamento e no valor estimado desses. Tumbas de área relativamente média continham objetos como caldeirões, fogões, jarras e bacias; enquanto tumbas maiores continham vasos grandes com decorações vermelhas utilizados para a fabricação de bebidas aloólicas. Esse padrão reflete uma mudança social e a emergência de inequalidade social na fase tardia da cultura Yangshao. Algumas dessas práticas mortuárias são características da cultura Dawenkou e não são espalhadas em outros sítios da cultura Yangshao. No entanto, a cultura material encontrada em Xipo difere da cultura Dawenkou. Isso pode refletir a ocorrência migração e intercâmbio de ideologias entre duas culturas diferentes.
No mesmo período, foi encontrada uma grande quantidade de ossos de porcos no sítio de Xipo, indicando um grande consumo provavelmente associado à prática de banquetes. Essa prática, por sua vez, é relacionada com comportamentos custosos expressos por indivíduos de uma sociedade hierárquica emergente. Isso pode ser evidenciado também pelo fato de os vasos com decoração vermelha associados a preparação de bebidas alcoólicas terem sido encontrados apenas em tumbas grandes.
Ainda, escavações mostraram que as crianças eram também enterradas em jarrões de cerâmica pintada.

## Fases
Entre as numerosas fases justapostas da cultura Yangshao, as mais importantes (categorizadas de acordo às diferenças na sua olaria) são:
▪ fase Bampo, 4 800 a 4 200 a.C., planície central
▪ fase Miaodigou, 4 000 a 3 000 a.C., sucessora da fase Bampo
▪ fase Majiaiao, 3 300 a 2 000 a.C., em Gansu (Chingai)
▪ fase Banxã, 2 700 a 2 300 a.C., sucessora da fase Majiaiao

▪ fase Machang, 2 400 a 2 000 a.C.